# Pal·làssovka
Pal·làssovka - Палласовка (rus) - és una ciutat de l'óblast de Volgograd, a Rússia. Es troba a la vora del riu Torgun, que desemboca a l'embassament de Volgograd, a 105 km a l'est de Kamixin, a 173 km al sud-est de Saràtov i a 225 km al nord-est de Volgograd.

## Història
A la dècada de 1860 s'originà una colònia d'alemanys del Volga una mica a l'est de l'actual ciutat de nom Neu Galka o Nóvaia Galka, com una colònia filla de la creada el 1764, que es deia Galka (també Ust Kulakinka), que es trobava a uns 40 km al nord-est de Kamixin.
Pal·làssovka fou fundada el 907 amb el nom de Torgun per a la construcció de l'estació ferroviària homònima, a la línia Krasni Kut-Astracan. Aquell mateix any la vila fou reanomenada Pal·làssovka en homenatge a l'acadèmic Peter Simon Pallas (1741-1811), que havia visitat la regió entre el 1773 i el 1774, estudiant la composició del sòl i la salinitat de la regió a l'est del curs inferior del Volga (entre altres llocs, el llac Baskuntxak). El 1921 la reforma del sistema administratiu soviètic la convertí en centre administratiu d'un raion. El 1926 la ciutat tenia ja 4.668 habitants, dels quals 3.673 (79%) eren alemanys del Volga. Fins al 1941 va pertànyer a la República Socialista Soviètica Autònoma dels Alemanys del Volga, que es trobava a la frontera sud-est. El 1941, emperò, els alemanys de la regió foren deportats. Durant la Segona Guerra Mundial la proximitat del front la convertí en un centre important per al transport militar. Després de la guerra es desenvolupà el sector agrícola de la regió. Finalment rebé l'estatus de ciutat el 1967.

## Demografia
| 1897  | 1926  | 1959   | 1970   | 1979   | 1989   | 1992   | 2002   | 2009   | 2014   |
| ----- | ----- | ------ | ------ | ------ | ------ | ------ | ------ | ------ | ------ |
| 1 550 | 4 668 | 10 346 | 13 505 | 15 503 | 17 712 | 18 000 | 17 163 | 16 264 | 15 493 |